# Lorenzo Baldassarri
Lorenzo Baldassarri (San Severino Marche, 6 novembre 1996) è un pilota motociclistico italiano.

## Carriera

### Gli inizi
Originario di Montecosaro, dopo aver vinto il campionato italiano MiniGP 50cc del 2007 ed essere arrivato secondo nel campionato catalano PreGP del 2009, nel 2011 arriva ottavo nella classe 125 del campionato italiano velocità, racimolando 39 punti con l'Aprilia RS 125 R del team Ellegi Racing.

### Red Bull Rookies Cup ed esordio in Moto3
Sempre nel 2011 vince la Red Bull Rookies Cup, realizzando nelle quattordici gare in calendario 208 punti, con due vittorie e sei posizionamenti a podio.
Continua nella Red Bull Rookies Cup anche nel 2012, non riuscendo a confermarsi campione: arriva ottavo con 101 punti ed una vittoria stagionale. Nella stessa annata corre nel campionato spagnolo Moto3, posizionandosi ottavo nella graduatoria piloti con 44 punti. Nel 2013 esordisce nel motomondiale in Moto3 con la FTR M313 del team GO&FUN Gresini, ma non ottiene punti. 

### Moto2
Nel 2014 passa in Moto2, rimanendo nello stesso team; il suo compagno di squadra è Xavier Siméon. Arrivando undicesimo sul traguardo del GP di Catalogna, ottiene i primi punti della sua carriera nel Motomondiale. Ottiene come miglior risultato un nono posto in Olanda e termina la stagione al 25º posto con 20 punti. Nel 2015 passa al team Forward Racing, che gli affida una Kalex; il suo compagno di squadra è Simone Corsi. In occasione del GP d'Australia, giungendo terzo al traguardo ottiene il suo primo podio nel Motomondiale. Chiude la stagione al nono posto in classifica con 96 punti.
Nel 2016 rimane nello stesso team, con Luca Marini come compagno di squadra. Ottiene un secondo posto in Italia. L'11 settembre 2016, in occasione del Gran Premio di San Marino, ottiene la sua prima vittoria nel motomondiale, riportando un italiano sul gradino più alto del podio nella classe di mezzo dopo ben quattro stagioni dall'ultimo successo in Moto2, ottenuto da Andrea Iannone nel 2012. Conclude la stagione all'8º posto con 127 punti. Nel 2017 è nuovamente pilota titolare in Moto2, con lo stesso team e con lo stesso compagno di squadra della stagione precedente. Ottiene come migliori risultati due quarti posti (Argentina e Catalogna) e termina la stagione al 16º posto con 51 punti. In questa stagione è costretto a saltare il Gran Premio d'Olanda a causa di un infortunio rimediato nelle prove. Salta anche la gara successiva al Sachsenring, nel quale il suo posto in squadra viene preso dal connazionale Federico Fuligni.
Nel 2018 passa a guidare la Kalex del team Pons HP40, con Héctor Barberá come compagno di squadra. Ottiene una vittoria in Spagna, tre secondi posti (Qatar, Italia e Giappone), un terzo posto (Aragona) e due pole position (Spagna e Thailandia). Termina la stagione al 5º posto con 162 punti. Nel 2019 rimane nello stesso team della stagione precedente, con Augusto Fernández come compagno di squadra. Vince in Qatar, Argentina e Spagna. Chiude la stagione al 7º posto con 171 punti. Nel 2020 inizia la terza stagione col team Pons, il nuovo compagno di squadra è Héctor Garzó. Ottiene un secondo posto in Qatar e conclude la stagione al 12º posto con 71 punti.
Nel 2021 passa al team Forward Racing, alla guida della MV Agusta F2, con compagno di squadra Simone Corsi. Ottiene come miglior risultato un quattordicesimo posto in Portogallo e chiude la stagione al trentunesimo posto con 3 punti. In questa stagione è costretto a saltare il Gran Premio d'Olanda a causa della frattura del polso sinistro rimediata nel precedente GP di Germania e in seguito anche il Gran Premio d'Austria a causa di un'infezione successiva all'intervento chirurgico. 

### Supersport e Superbike
Nel 2022 passa al Campionato mondiale Supersport con una Yamaha YZF-R6 del team Evan Bros. In occasione della prova del Mugello prende parte alla classe Next Generation del campionato italiano Supersport vincendo entrambe le gare dopo aver fatto segnare la pole position. Nel mondiale concorre per il titolo, avvicinandosi molto al capo classifica Aegerter, tra i Gran Premi di Most e Magny-Cours grazie a tre vittorie consecutive. Chiude la stagione al secondo posto risultando il miglior esordiente di categoria. Nel 2023 gareggia nel mondiale Superbike con una YZF-R1 del team GMT94 Yamaha. Con venti punti si classifica diciottesimo nel mondiale e ottavo nel Trofeo Indipendenti. In questa stagione inoltre è chiamato a disputare, in qualità di pilota sostitutivo, il Gran Premio dell'Indonesia nella classe Moto2 del motomondiale con Fantic Racing concludendolo in ventitreesima posizione. Nel 2024 torna nel mondiale Supersport, ingaggiato dal team Orelac Racing Verdnatura alla guida di una Panigale V2. Dopo poche gare passa a WRP-RT Motorsport alla guida della Triumph Street Triple RS 765 scambiandosi la sella con Jorge Navarro. Nonostante un infortunio che lo costringe a saltare alcuni eventi, totalizza quasi trenta punti classificandosi ventunesimo.

## Risultati in gara

### Motomondiale

#### Moto3
| 2013 | Classe | Moto      |    |     |    |     |    |    |    |     |    |     |     |    |    |    |    |    |    |    | Punti | Pos. |
| ---- | ------ | --------- | -- | --- | -- | --- | -- | -- | -- | --- | -- | --- | --- | -- | -- | -- | -- | -- | -- | -- | ----- | ---- |
| 2013 | Moto3  | FTR Honda | 28 | Rit | 22 | Rit | 23 | 21 | 20 | Rit | NE | Rit | Rit | 18 | 23 | 26 | 23 | 24 | 17 | 20 | 0     |      |

| Legenda | 1º posto        | 2º posto            | 3º posto            | A punti      | Senza punti        | Grassetto – Pole position Corsivo – Giro più veloce |
| Legenda | Gara non valida | Non qual./Non part. | Ritirato/Non class. | Squalificato | '-' Dato non disp. | Grassetto – Pole position Corsivo – Giro più veloce |

#### Moto2
| 2014 | Classe | Moto  |     |     |    |     |    |    |    |   |     |    |     |     |    |    |    |    |    |    |  |  | Punti | Pos. |
| ---- | ------ | ----- | --- | --- | -- | --- | -- | -- | -- | - | --- | -- | --- | --- | -- | -- | -- | -- | -- | -- |  |  | ----- | ---- |
| 2014 | Moto2  | Suter | Rit | Rit | 28 | Rit | 20 | 23 | 11 | 9 | Rit | 17 | Rit | Rit | 25 | 25 | 17 | 14 | 17 | 10 |  |  | 20    | 25º  |

| 2015 | Classe | Moto  |    |    |   |    |    |    |    |     |   |        |     |     |   |    |    |   |   |   |  |  | Punti | Pos. |
| ---- | ------ | ----- | -- | -- | - | -- | -- | -- | -- | --- | - | ------ | --- | --- | - | -- | -- | - | - | - |  |  | ----- | ---- |
| 2015 | Moto2  | Kalex | 10 | 26 | 8 | 13 | 21 | 10 | 10 | Rit | 8 | [ 15 ] | Rit | Rit | 7 | 10 | 12 | 3 | 5 | 4 |  |  | 96    | 9º   |

| 2016 | Classe | Moto  |    |    |    |    |    |   |    |   |   |   |    |   |   |   |     |   |   |    |  |  | Punti | Pos. |
| ---- | ------ | ----- | -- | -- | -- | -- | -- | - | -- | - | - | - | -- | - | - | - | --- | - | - | -- |  |  | ----- | ---- |
| 2016 | Moto2  | Kalex | NP | 13 | 23 | 17 | 17 | 2 | 14 | 5 | 5 | 8 | 16 | 6 | 1 | 7 | Rit | 4 | 4 | 14 |  |  | 127   | 8º   |

| 2017 | Classe | Moto  |   |   |     |    |     |     |   |    |     |    |     |    |     |    |    |    |     |    |  |  | Punti | Pos. |
| ---- | ------ | ----- | - | - | --- | -- | --- | --- | - | -- | --- | -- | --- | -- | --- | -- | -- | -- | --- | -- |  |  | ----- | ---- |
| 2017 | Moto2  | Kalex | 8 | 4 | Rit | 11 | Rit | Rit | 4 | NP | Inf | 18 | Rit | 29 | Rit | 13 | 10 | 13 | Rit | 15 |  |  | 51    | 16º  |

| 2018 | Classe | Moto  |   |   |    |   |     |   |   |    |     |   |    |    |   |   |     |   |    |   |     |  | Punti | Pos. |
| ---- | ------ | ----- | - | - | -- | - | --- | - | - | -- | --- | - | -- | -- | - | - | --- | - | -- | - | --- |  | ----- | ---- |
| 2018 | Moto2  | Kalex | 2 | 4 | 10 | 1 | Rit | 2 | 7 | 26 | Rit | 4 | 26 | AN | 6 | 3 | Rit | 2 | 22 | 6 | Rit |  | 162   | 5º   |

| 2019 | Classe | Moto  |   |   |     |   |     |   |     |     |   |    |   |   |    |   |    |   |   |   |    |  | Punti | Pos. |
| ---- | ------ | ----- | - | - | --- | - | --- | - | --- | --- | - | -- | - | - | -- | - | -- | - | - | - | -- |  | ----- | ---- |
| 2019 | Moto2  | Kalex | 1 | 1 | Rit | 1 | Rit | 4 | Rit | Rit | 7 | 11 | 4 | 7 | 10 | 8 | 25 | 4 | 5 | 7 | 17 |  | 171   | 7º   |

| 2020 | Classe | Moto  |   |   |     |    |    |    |    |    |     |   |    |     |   |    |   |  |  |  |  |  | Punti | Pos. |
| ---- | ------ | ----- | - | - | --- | -- | -- | -- | -- | -- | --- | - | -- | --- | - | -- | - |  |  |  |  |  | ----- | ---- |
| 2020 | Moto2  | Kalex | 2 | 8 | Rit | 22 | 11 | 15 | 11 | 25 | Rit | 8 | 20 | Rit | 5 | 10 | 9 |  |  |  |  |  | 71    | 12º  |

| 2021 | Classe | Moto      |     |    |    |    |    |     |    |     |     |    |    |     |  |    |    |    |     |    |  |  | Punti | Pos. |
| ---- | ------ | --------- | --- | -- | -- | -- | -- | --- | -- | --- | --- | -- | -- | --- |  | -- | -- | -- | --- | -- |  |  | ----- | ---- |
| 2021 | Moto2  | MV Agusta | Rit | 20 | 14 | 15 | 17 | Rit | 23 | Rit | Inf | 21 | NP | Rit |  | 24 | 22 | 20 | Rit | NP |  |  | 3     | 31º  |

| 2023 | Classe | Moto  |  |  |  |  |  |  |  |  |  |  |  |  |  |  |    |  |  |  |  |  | Punti | Pos. |
| ---- | ------ | ----- |  |  |  |  |  |  |  |  |  |  |  |  |  |  | -- |  |  |  |  |  | ----- | ---- |
| 2023 | Moto2  | Kalex |  |  |  |  |  |  |  |  |  |  |  |  |  |  | 23 |  |  |  |  |  | 0     |      |

| Legenda | 1º posto        | 2º posto            | 3º posto            | A punti      | Senza punti        | Grassetto – Pole position Corsivo – Giro più veloce |
| Legenda | Gara non valida | Non qual./Non part. | Ritirato/Non class. | Squalificato | '-' Dato non disp. | Grassetto – Pole position Corsivo – Giro più veloce |

#### MotoE
| 2025 | Classe | Moto   |   |   |   |   |   |   |  |  |  |  |  |  |  |  |  | Punti | Pos. |
| ---- | ------ | ------ | - | - | - | - | - | - |  |  |  |  |  |  |  |  |  | ----- | ---- |
| 2025 | MotoE  | Ducati | 6 | 5 | 6 | 3 | 5 | 5 |  |  |  |  |  |  |  |  |  | 69    |      |

| Legenda | 1º posto        | 2º posto            | 3º posto            | A punti      | Senza punti        | Grassetto – Pole position Corsivo – Giro più veloce |
| Legenda | Gara non valida | Non qual./Non part. | Ritirato/Non class. | Squalificato | '-' Dato non disp. | Grassetto – Pole position Corsivo – Giro più veloce |

### Campionato mondiale Supersport
| 2022 | Moto   |   |   |     |   |   |   |   |   |   |   |   |   |   |   |   |   |   |   |   |   |     |   |   |   | Punti | Pos. |
| ---- | ------ | - | - | --- | - | - | - | - | - | - | - | - | - | - | - | - | - | - | - | - | - | --- | - | - | - | ----- | ---- |
| 2022 | Yamaha | 1 | 2 | Rit | 2 | 2 | 3 | 2 | 2 | 2 | 2 | 1 | 1 | 1 | 5 | 2 | 4 | 2 | 7 | 9 | 3 | Rit | 9 | 4 | 3 | 388   | 2º   |

| 2024 | Moto             |     |   |    |    |     |    |    |    |    |    |    |    |    |     |     |     |     |     |     |     |     |    |    |     | Punti | Pos. |
| ---- | ---------------- | --- | - | -- | -- | --- | -- | -- | -- | -- | -- | -- | -- | -- | --- | --- | --- | --- | --- | --- | --- | --- | -- | -- | --- | ----- | ---- |
| 2024 | Ducati e Triumph | Rit | 9 | 26 | 16 | Rit | SQ | 14 | 21 | 14 | 14 | 15 | 13 | 12 | Rit | Inf | Inf | Inf | Inf | Inf | Inf | Rit | 15 | 10 | Rit | 28    | 21º  |

| Legenda | 1º posto        | 2º posto            | 3º posto           | A punti      | Senza punti        | Grassetto – Pole position Corsivo – Giro più veloce |
| Legenda | Gara non valida | Non qual./Non part. | Ritirato/Non class | Squalificato | '-' Dato non disp. | Grassetto – Pole position Corsivo – Giro più veloce |

### Campionato mondiale Superbike
| 2023 | Moto   |    |    |    |    |    |    |    |    |    |    |    |     |    |    |     |    |    |    |     |    |    |    |     |     |     |    |    |    |    |    |    |    |    |    |    |    |  |  |  |  |  |  | Punti | Pos. |
| ---- | ------ | -- | -- | -- | -- | -- | -- | -- | -- | -- | -- | -- | --- | -- | -- | --- | -- | -- | -- | --- | -- | -- | -- | --- | --- | --- | -- | -- | -- | -- | -- | -- | -- | -- | -- | -- | -- |  |  |  |  |  |  | ----- | ---- |
| 2023 | Yamaha | 17 | 16 | 16 | 15 | 15 | 14 | 16 | 20 | 13 | 17 | 17 | Rit | 15 | 12 | Rit | 14 | 16 | 19 | Rit | 18 | 16 | 16 | Rit | Rit | Rit | 14 | 13 | 17 | 21 | 16 | 16 | 16 | 13 | 12 | 12 | 15 |  |  |  |  |  |  | 20    | 18º  |

| Legenda | 1º posto        | 2º posto            | 3º posto           | A punti      | Senza punti        | Grassetto – Pole position Corsivo – Giro più veloce |
| Legenda | Gara non valida | Non qual./Non part. | Ritirato/Non class | Squalificato | '-' Dato non disp. | Grassetto – Pole position Corsivo – Giro più veloce |